# Epitome Astronomiae Copernicanae

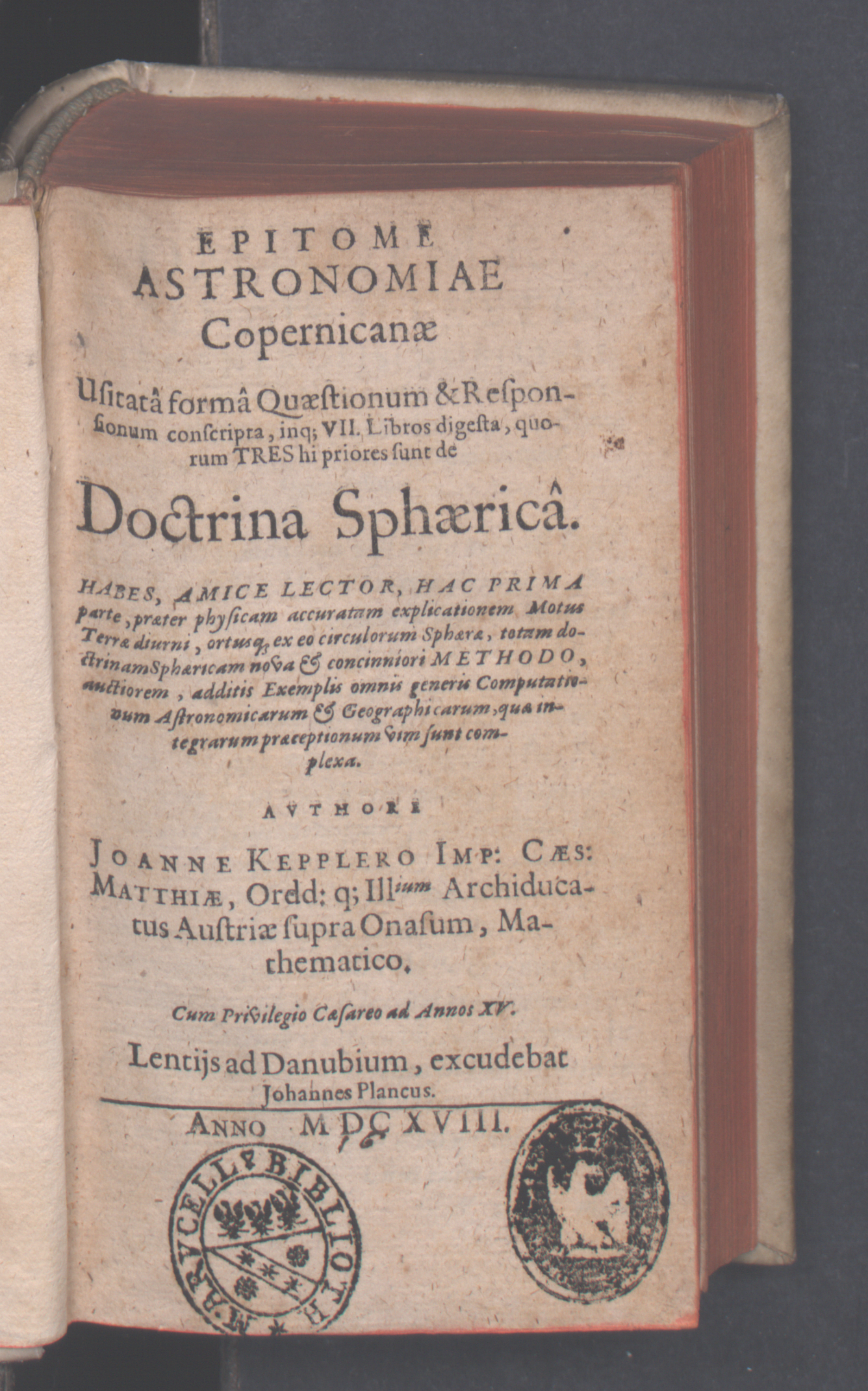
Epitome astronomiae copernicanae (1618)

L'Epitome Astronomiae Copernicanae era un llibre d'astronomia influent en el model heliocèntric publicat per Johannes Kepler durant el període 1617 a 1621. Contenia en particular, la primera versió impresa de la seva tercera llei del moviment planetari. L'obra va ser concebuda com un llibre de text, i la primera part va ser escrita pel 1615. Dividit en set llibres, l'Epitome cobreix gran part del pensament abans de Kepler, així com les seves posicions posteriors en la física, la metafísica i arquetips. En el Llibre IV va donar suport al principi copernicà. El llibre V proporciona les matemàtiques que sustenten punts de vista de Kepler. Kepler va escriure i va publicar aquesta obra en paral·lel amb la seva Harmonices Mundi (1619), l'últim llibre V a VII van aparèixer el 1621.